# Яблонка (Підкарпатське воєводство)
Яблонка (пол. Jabłonka) — село в гміні Дидня, Березівський повіт, Підкарпатське воєводство, Польща. Населення — 1111 осіб (2011).

## Історія
Село знаходиться на заході Надсяння, де внаслідок примусового закриття церков у 1593 р. українське населення зазнало латинізації та полонізації. На 1936 р. рештки українського населення належали до греко-католицької парафії Іздебки Динівського деканату Апостольської адміністрації Лемківщини. Село входило до Березівського повіту Львівського воєводства.
У 1975-1998 роках село належало до Кросненського воєводства.

## Демографія
Демографічна структура станом на 31 березня 2011 року:
|          | Загалом | Допрацездатний вік | Працездатний вік | Постпрацездатний вік |
| -------- | ------- | ------------------ | ---------------- | -------------------- |
| Чоловіки | 543     | 125                | 365              | 53                   |
| Жінки    | 568     | 115                | 338              | 115                  |
| Разом    | 1111    | 240                | 703              | 168                  |

## Поділ
| SIMC    | Назва     | Статус    |
| ------- | --------- | --------- |
| 0350763 | Dół       | część wsi |
| 0350770 | Góra      | część wsi |
| 0350786 | Kopaniska | część wsi |
| 0350792 | Łazy      | część wsi |
| 0350800 | Przylaski | część wsi |